# Polina Kusnetsova
Polina Viktorovna Kusnetsova (tidligere Vjakhireva) (russisk: Полина Викторовна Кузнецова (Вяхирева) ; født den 10. juni 1987 i Kirgisistan) er en russisk håndboldspiller, som spiller i Rostov-Don og Ruslands kvindehåndboldlandshold.
Hun har været med til at vinde VM-guld 2005 og i 2007 med A-landsholdet i Frankrig, hvor hun også kom på All Star-holdet som bedste venstre fløj. Hun scorede 29 mål i turneringen. I 2016 vandt hun også sammen med A-landsholdet den første olympiske guldmedalje i Håndbold, efter en sejr på 22-19 over Frankrig. Hun er en af mange russiske landsholdspillere der har spillet hos Lada Togliatti.
Hun var med til at vinde OL-sølv i håndbold for Rusland ved Sommer-OL 2020 i Tokyo, efter finalenederlag til Frankrig med cifrene 25–30.
 Hun meddelte hendes karrierestop på landsholdet, ugen efter OL-turneringens afslutning.
Hendes søster er Anna Vjakhireva.